# Jeshi la Anga la Wananchi wa Tanzania
La Jeshi la Anga la Wananchi wa Tanzania è l'attuale aeronautica militare della Tanzania e parte integrante, assieme all'esercito della Tanzania, delle forze armate della Tanzania.

## Aeromobili in uso
Sezione aggiornata annualmente in base al World Air Force di Flightglobal del corrente anno. Tale dossier non contempla UAV, aerei da trasporto VIP ed eventuali incidenti accorsi durante l'anno della sua pubblicazione. Modifiche giornaliere o mensili che potrebbero portare a discordanze nel tipo di modelli in servizio e nel loro numero rispetto a WAF, vengono apportate in base a siti specializzati, periodici mensili e bimestrali. Tali modifiche vengono apportate onde rendere quanto più aggiornata la tabella.
| Aeromobile             | Origine        | Tipo                                   | Versione (denominazione locale) | In servizio (2024) | Note                                                         |
| Aerei da combattimento |                |                                        |                                 |                    |                                                              |
| Chengdu F-7            | Cina           | caccia multiruoloconversione operativa | F-7TNFT-7TN                     | 112                | 12 F-7TN e 2 FT-7TN consegnati tra il 2009 e il 2012.        |
| Shenyang F-6           | Cina           | aereo da cacciaconversione operativa   | F-6FT-6                         | 31                 |                                                              |
| Aerei da trasporto     |                |                                        |                                 |                    |                                                              |
| Shaanxi Y-8            | Cina           | Aereo da trasporto                     | Y-8F-200                        | 2                  | 2 Y-8F-200 ricevuti nel 2003 ed in servizio all'agosto 2021. |
| Antonov An-28 Cash     | Ucraina        | aereo da trasporto leggero             | An-28                           | 1                  |                                                              |
| Fokker F50             | Paesi Bassi    | aereo da trasporto leggero             | F50                             | 1                  |                                                              |
| Cessna 402             | Stati Uniti    | aereo da trasporto leggero             | C402                            | 1                  |                                                              |
| Harbin Y-12            | Cina           | aereo da trasporto leggero             | Y-12                            | 2                  |                                                              |
| Alenia C-27J Spartan   | Italia         | aereo da trasporto leggero             | C-27J                           | 0                  | 2 C-27J ordinati il 9 gennaio 2024.                          |
| CASA CN-235            | Spagna         | aereo da trasporto                     | CN-235M                         | 1                  | 1 CN-235M ex UAEAF ricevuto il 4 febbraio 2025.              |
| Aerei da addestramento |                |                                        |                                 |                    |                                                              |
| Hongdu K-8             | Cina           | aereo da addestramento                 | K-8                             | 4                  | 6 K-8 consegnati tra il 2011 e il 2012.                      |
| Elicotteri             |                |                                        |                                 |                    |                                                              |
| Bell 412               | Stati Uniti    | elicottero utility                     | B 412                           | 2                  |                                                              |
| Airbus H155            | Unione europea | elicottero utility                     | H155                            | 2                  |                                                              |
| Airbus H225 Cougar     | Unione europea | elicottero utility                     | H225M                           | 2                  | 2 H225 ordinati nel 2017 e consegnati nel 2018.              |
| Airbus H215 Super Puma | Unione europea | elicottero utility                     | H215                            | 2                  | 2 ordinati nel 2017 e consegnati nel 2018.                   |
| Airbus H125            | Unione europea | elicottero utility                     | H125                            | 2                  | 8 H125 ordinati nel 2017 e consegnati nel 2018.              |

## Aeromobili ritirati
- SB7L-360 Seeker